# 전호환
전호환(全虎煥, 1958년 6월 13일 ~ )은 부산대학교 조선해양공학과 교수를 지낸 대한민국의 공학자이며, 부산대학교 제20대 총장을 역임하고, 제10대 동명대학교 총장이다.

## 학력
- 1977년: 진주고등학교 졸업
- 1983년: 부산대학교 조선공학과 학사
- 1985년: 부산대학교 대학원 조선공학과 석사
- 1988년: Glasgow대학교 조선해양공학과 박사

## 경력
- 1994 ~ 현재: 부산대학교 공과대학 조선해양공학과 교수
- 2001 ~ 현재: 영국왕립조선학회 Fellow
- 2002 ~ 2002: 부산대학교 공과대학 부학장
- 2002 ~ 2011: 부산대학교 첨단조선공학연구센터 소장
- 2006 ~ 현재: 한국공학한림원 회원
- 2011 ~ 2016: 부산대학교 조선해양플랜트글로벌핵심연구센터 센터장
- 2013 ~ 2014: 부산대학교 대외협력부총장
- 2013 ~ 2015: (재)부산대학교발전기금 상임이사
- 2016 ~ 2020: 부산대학교 제20대 총장
- 2017 ~ 현재: 부산글로벌포럼 회장
- 2017 ~ 현재: 부산과학기술협의회 공동이사장
- 2017 ~ 현재: 부산창조경제협의회 위원
- 2017 ~ 2019: 한국대학교육협의회 제11대 대학윤리위원회 위원
- 2018 ~ 현재: 거점 국립대학교 총장협의회 회장
- 2021 ~ 현재: 동명대학교 제10대 총장

## 수상
- 2005: 부산광역시 제4회 부산과학기술상(공학상)
- 2008: (사)해양산업발전협의회 부산해양과학기술상(학술부문)
- 2010: (사)대한조선학회학술상
- 2010: 제2회 국가녹색기술대상(국토해양부장관상)
- 2010: 제2회 국가녹색기술대상(매일경제신문 회장상)
- 2011: 교육기술부장관 공로패
- 2011: 논문상((사)대한조선학회 외 다수)
- 2017: 일본조선해양공학회 2016년 최우수논문상

## 저서
- 세계 으뜸 우리 조선술(2015)
- 선박 저항과 추진(선박의 추진동력에 대한 실제적 추정)(공동 역서, 2015)
- 유체역학(역서, 2014)
- Boundary Layer Flow over Elastic Surface(2012)
- 조선기술(Shipbuilding Technology, 공동저서, 2011)
- 저항추진실험(공동저서, 2008)
- 국방과학기술 용어사전(감수, 2008)
- 전호환교수의 배 이야기(2008)
- 행글라이딩-제작에서 비행까지(1981)[4][5]